# 牛郎织女
牛郎織女是中國四大民間傳說之一，中国文化中的爱情典故。七夕傳統節日便是從牛郎織女的故事而來。從古代典籍的記載看，民間認為織女聰明美麗、多才多藝，在七月七日晚間，向織女乞求智巧，可以除去笨拙，變得眼明手巧，故亦稱為「乞巧節」；又因為參與乞巧活動的大多為閨閣婦女，因此又叫「女兒節」。是日婦女多在庭院聚會，穿新衣、拜雙星（即牛郎星和織女星）、擺香案、供果品，穿針引線、搭接彩縷，進行各項乞巧活動。

## 故事概要

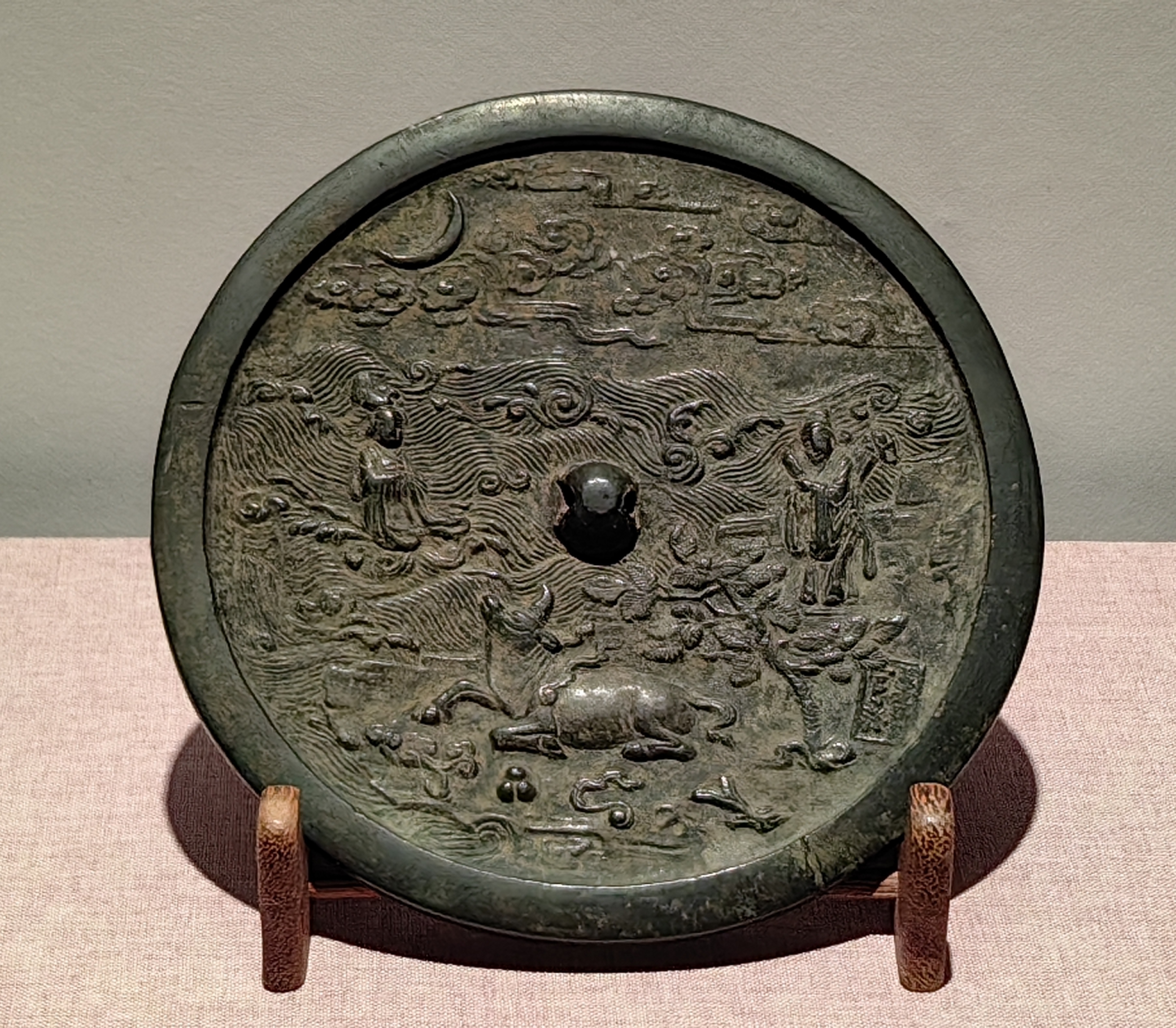
宋金牛郎织女铜镜，广东省博物馆藏

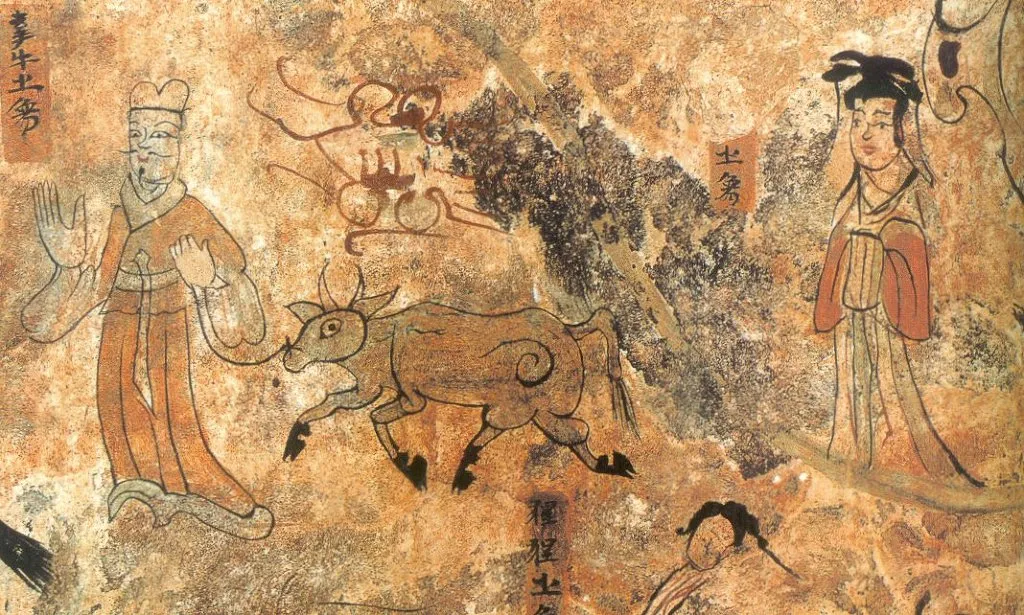
高句丽墓壁画中的牛郎织女形象，公元408年

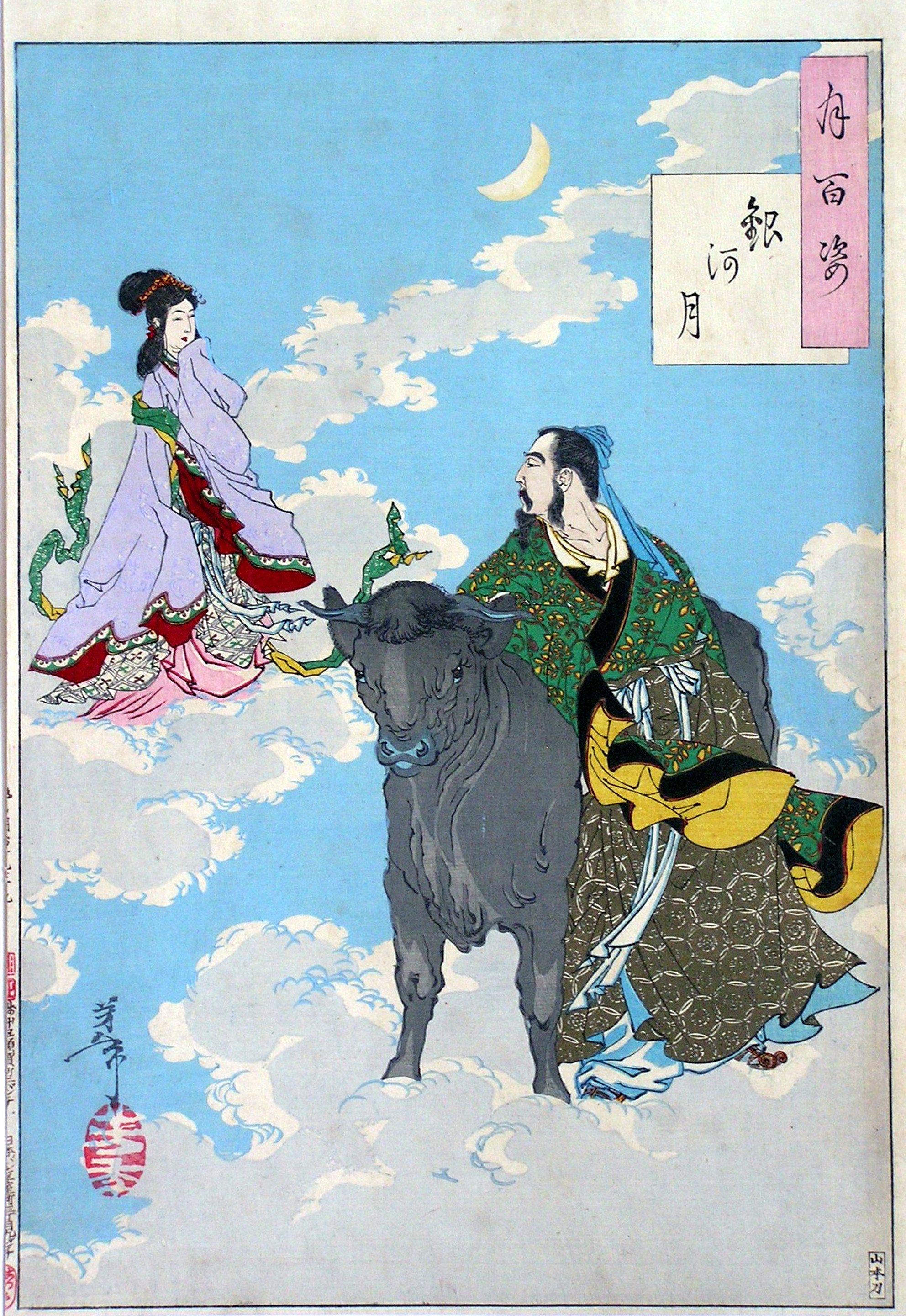
银河月，选自月冈芳年绘《月百姿》

第一型：織女是天帝孫女，在天河東織雲錦天衣，牛郎在天河西看牛。兩人勤奮工作，天帝愛憐他們，讓兩人成婚。婚後，兩人貪圖逸樂，荒廢了工作。於是天帝發怒，以天河分隔兩人，命烏鴉告訴兩人七天才能見面一次。由於烏鴉傳錯了話，導致兩人每年七月七日才見一次面。
第二型：織女是王母娘娘外孫女，編織天上的雲彩，牛郎則是人間看牛郎，受盡兄嫂欺凌。有天，牛對牛郎說，織女和別的仙女要到河邊洗浴，叫他去取件仙衣。當織女找衣時，將衣服還回去，並要求結婚，織女就會答應。牛郎照作後，兩人就結了婚，生下一男一女。王母娘娘得知此事，把織女捉回天上。牛告訴牛郎，將其外皮披在身上，就能追到天上。然而，牛郎用扁擔挑起兩個小孩追過去時，王母娘娘拔下髮簪，在織女身後一劃，成了天河。這對夫妻被迫分開，只能對河相望。他們常在河邊互訴衷情，感動了王母娘娘。王母允許每年七月七日由喜鵲架橋，讓他們相會一次。

## 故事演進
牛郎織女的命名起源很早。《詩經‧小雅‧大東》載：“維天有漢，監亦有光。跂彼織女，終日七襄。雖則七襄，不成報章。睆彼牽牛，不以服箱。”這裡的織女和牽牛是星宿名稱。織女星又稱“天孫”，在銀河西邊，屬西洋星座的天琴座，星旁有4顆菱形暗星，是織女織布所用的梭子。牽牛星（牛郎星）即“河鼓二”，在銀河東邊，屬西洋星座的天鷹座。星旁的河鼓一與河鼓三，象徵牛郎用扁擔挑著一雙兒女。兩星宿隔著銀河遙相對望。
最遲在戰國時期，牽牛織女已被描寫為夫妻。秦簡《日書》載有：「牽牛以取（娶）織女，不果，三棄」、「牽牛以取（娶）織女而不果，不出三歲，棄若亡」。到了漢代的《古詩十九首》第十首《迢迢牽牛星》提到：“迢迢牽牛星，皎皎河漢女。纖纖擢素手，札札弄機杼。終日不成章，泣涕零如雨。河漢清且淺，相去復幾許？盈盈一水間，脈脈不得語。”這時牛郎織女有了更為具體的描寫。七夕起于汉初武帝之时，因为武帝出生于七月七日。”西晉傅玄〈擬天問〉：「七月七日，牽牛織女會天河」，點出牽牛織女和七夕的關係。
南朝梁殷芸《小說》中，牛郎織女故事被明確寫出來，提到：“天河之東有織女，天帝之子也。年年機杼勞役，織成雲錦天衣，容貌不暇整。帝憐其獨處，許嫁河西牽牛郎，嫁後遂廢機杼。天帝怒，責另歸東西，但使一年一度相會。”。
至於鵲橋相會之說，可見於《白孔六帖》引《淮南子》（今本無）稱“烏鵲填河成橋而渡織女”，韓鄂《歲華紀麗》卷3“鵲橋已成”注引東漢《風俗通》（今本無）：“織女七夕當渡河，使鵲為橋。相傳七日鵲首無故皆髡，因以梁渡織女故也。”。
牛郎织女传说在流传过程中又遇到了董永、羽衣仙女故事，造成故事情節的交錯演變。晉朝干寶的《搜神記》收錄了「董永與織女」和「羽衣仙女」（毛衣女）的故事。
晋代干宝《搜神记》卷十四中的《毛衣女》故事，“豫章新喻縣男子，見田中有六七女，皆衣毛衣，不知是鳥。匍匐往得其一女所解毛衣，取藏之，即往就諸鳥。諸鳥各飛去，一鳥獨不得去。男子取以為婦。生三女。其母后使女問父，知衣在積稻下，得之，衣而飛去，後復以迎三女，女亦得飛去。”這類故事被稱為“羽衣仙女”，又稱“天鵝少女”故事（Swan Maiden Tale），是許多不同地方故事的共通母題。董永传说吸收了《毛衣女》故事中的仙女沐浴，同时吸收了《田昆仑》故事的寻母主題。晚唐五代敦煌殘卷《董永變文》提到董永的兒子董仲七歲外出尋母，有道士孫賓告訴他：“阿耨池邊澡浴來，先於樹下隱潛藏。三個女人同作伴，奔波直至水邊旁。脫卻天衣便入水，中心抱取紫衣裳。此者便是董仲母，此時縱見小兒郎。”
宋代張耒的《七夕歌》將牛郎織女的故事寫成樂府歌行，但沒有藏衣娶妻之事。明朝万历年间朱名世的小說《新刻全像牛郎織女傳》以及清初鄒山的戲曲《雙星圖》亦是依照梁殷芸《小说》中的故事情節加以敷衍鋪陳，仍未有藏衣娶妻的情節（不過《雙星圖》有精衛促成牛郎織女結婚，蚩尤反叛天庭、奪取織女等原創劇情）。至清末民初，上海大觀書局出版的石印本小說《牛郎織女》和當時的京劇《天河配》才形成仙凡愛戀、神奇老牛、藏衣娶妻、牛郎追織女上天的故事劇情。
目前流行的牛郎織女故事是結合了“董永與織女”、“毛衣女”、“兩兄弟”等情節，並且加入鵲橋相會，七夕等民俗。如于長敏所說：“文學家從牛女兩星座聯想到一對戀人，又從天上聯想到人間。人間已有飛鳥化女洗浴說（如〈田崑崙〉），有織女下凡說（如〈董永與織女〉），有人鳥結婚生子說（如〈毛衣女〉），將這幾個傳說綜合起來，並與文學家創造的牛郎織女愛情傳說聯繫在一起，便逐漸產生了〈牛郎織女〉的傳說。”

## 起源地
起源地有多种说法 ，如山西和顺、山东沂源、河南南阳、陕西西安等，中华人民共和国国务院將「牛郎織女傳說」列入国家级非物质文化遗产名录時的申報地區為山西和顺、山东沂源和陕西西安长安区。

## 故事內涵

### 諷刺說
古人對“牛郎”與“织女”早期的形象，都颇有现实讽刺意义：织女不织布、牛郎不驾车，强调牵牛与织女的徒有虚名，从而讽剌古時贵族不劳而获的行径。
西汉以后的民间传说充滿了貴賤有別的味道，织女嫁牛郎也是无奈之举，牛郎之所以能跨越门第，娶到织女，是在老牛的指引下窃取仙衣所致，织女婚后大多是想方设法拿回仙衣逃离人间。返回天國。

### 迁徙说
有说法称牛郎织女的故事指的是炎黄大战后，炎帝部落遭到黃帝驅逐而南迁的历史故事,但也有很多其他說法。

## 文化藝術
西汉时，牛郎织女被描述成两位神人，班固的西都赋中曾有描写「临乎昆明之池，左牵牛而右织女，似云汉之无涯。」指昆明池两边的牛郎、织女雕像。
北宋秦观所填之鹊桥仙一词更浪漫：

纖雲弄巧，飛星傳恨，銀漢迢迢暗渡。 

金風玉露一相逢，便勝卻人間無數。

柔情似水，佳期如夢，忍顧鵲橋歸路。

兩情若是久長時，又豈在朝朝暮暮。